# Loyd Blankenship
Pour les articles homonymes, voir Blankenship.
Loyd Blankenship, (alias Le Mentor) né en 1965 fut l'un des hackers américains les plus connus dans les années 1980 lorsqu'il était membre des groupes de hackers Extasyy Elite et Legion of Doom.
Il est l'auteur du Manifeste du hacker qui fut écrit après son arrestation et publié dans l'e-zine underground Phrack.
Il écrivit également le jeu de rôle cyberpunk GURPS Cyberpunk (en) qui, en raison de son implication, fut saisi par le Secret Service. Cette saisie ne faisait pas partie de l'opération Sundevil mais intervint plusieurs mois plus tard.